# Mistrzostwa Polski w Skokach Narciarskich 1932
13. Mistrzostwa Polski w Skokach Narciarskich – zawody o mistrzostwo Polski w skokach narciarskich, które odbyły się 6 marca 1932 roku na Wielkiej Krokwi w Zakopanem.
W konkursie o mistrzostwo Polski zwyciężył Stanisław Marusarz, srebrny medal zdobył Izydor Gąsienica-Łuszczek, a brązowy - Wojciech Gąsienica-Marcinowski.

## Wyniki konkursu
| Miejsce | Zawodnik                       | Klub              | Skok 1 | Skok 2 | Skok 3 | Punkty |
| ------- | ------------------------------ | ----------------- | ------ | ------ | ------ | ------ |
| 1. (1.) | Stanisław Marusarz             | SNPTT Zakopane    | 60,5   | 61,5   | 62,0   | 343,5  |
| 2. (2.) | Izydor Gąsienica-Łuszczek      | TS Wisła Zakopane | 52,0   | 58,0   | 60,0   | 326,5  |
| 3. (3.) | Wojciech Gąsienica-Marcinowski | SNPTT Zakopane    | 53,5   | 58,0   | 55,5   | 309,5  |
| 4. (5.) | Jan Marusarz                   | SNPTT Zakopane    | 49,5   | 52,5   | 53,0   | 293,3  |
| 5. (6.) | Leopold Gajduszek              | WSC Bielsko       | 50,5   | 51,0   | 49,0   | 288,2  |
| 6. (7.) | Michał Górski                  | Wisła Zakopane    | 45,0   | 49,5   | 49,0   | 280,9  |
| 7. (8.) | Józef Sitarz                   | Wisła Zakopane    | 42,0   | 48,0   | 47,0   | 280,5  |
| 8. (9.) | Józef Lankosz                  | SNPTT Zakopane    | 39,5   | 51,0   | 49,5   | 278,7  |

W nawiasach podano miejsce zajęte w zawodach z uwzględnieniem zagranicznych zawodników.
Czwarte miejsce w międzynarodowym konkursie zajął Jozef Bretch z Czechosłowacji.